# Pygopleurus weilli
Pygopleurus weilli är en skalbaggsart som beskrevs av Keith 2008. Pygopleurus weilli ingår i släktet Pygopleurus och familjen Glaphyridae. Inga underarter finns listade i Catalogue of Life.